# Filmografia di Tom & Jerry

Questo è l'elenco completo dei 162 cortometraggi cinematografici di Tom & Jerry prodotti e distribuiti dal 1940 al 2021.

## 1940-1958: Hanna-Barbera/MGM
I 114 cortometraggi seguenti furono diretti da William Hanna e Joseph Barbera allo studio di animazione della Metro-Goldwyn-Mayer di Hollywood. Tutti i cortometraggi furono distribuiti nei cinema dalla Metro-Goldwyn-Mayer. Rudolf Ising fu il produttore di Casa dolce casa; i corti successivi vennero prodotti da Fred Quimby fino al 1955, quando egli si ritirò. I corti successivi furono quindi prodotti da Hanna e Barbera fino a quando la MGM chiuse lo studio di animazione nel 1957, e l'ultimo cortometraggio venne distribuito nel 1958. La maggior parte di questi cartoni animati furono prodotti nel classico rapporto Academy (1,37:1). Quattro furono prodotti sia nel rapporto Academy che in CinemaScope (2,55:1, poi 2,35:1). Infine, 19 cortometraggi furono prodotti solo in formato widescreen CinemaScope.
Come qualsiasi altro studio, la MGM ristampò e modificò i suoi cartoni animati quando li rieditò nei cinema. Molti cartoni animati pre-1951 furono ristampati col suono Perspecta, che era stato introdotto nel 1954, ma ne ristampò anche prima dell'introduzione del Perspecta. A causa dell'incendio del magazzino MGM avvenuto nel 1967, per i cartoni MGM pre-1951 esistono solo stampe di backup (di solito le ristampe alterate).

### 1940
- Casa dolce casa (Puss Gets the Boot) (nomination al premio Oscar)

### 1941
- Lo spuntino di mezzanotte (The Midnight Snack)
- La vigilia di Natale (The Night Before Christmas) (nomination al premio Oscar)

### 1942
- Il gatto stregato (Fraidy Cat)
- Una strana alleanza (Dog Trouble) (prima apparizione di Spike)
- Colpo di fulmine (Puss n' Toots)
- Tom & Jerry al bowling (The Bowling Alley-Cat)
- Un'amica pennuta (Fine Feathered Friend)

### 1943
- Il diavolo-custode (Sufferin' Cats!) (prima apparizione di Meathead)
- Un topo solitario (The Lonesome Mouse)
- Dichiarazione di guerra (The Yankee Doodle Mouse) (vincitore del premio Oscar)
- Tom, il neonato (Baby Puss) (prima apparizione di Butch e Topsy)

### 1944
- L'abito fa il monaco (The Zoot Cat)
- Un gatto da un milione di dollari (The Million Dollar Cat)
- La guardia del corpo (The Bodyguard)
- Un giorno da cani (Puttin' on the Dog)
- Jerry nei guai (Mouse Trouble) (vincitore del premio Oscar)

### 1945
- Cena per due (The Mouse Comes To Dinner)
- Un topo a Manhattan (Mouse in Manhattan)
- Lo sport più distensivo del mondo (Tee For Two)
- Un condor innamorato (Flirty Birdy)
- Silenzio, prego! (Quiet Please!) (vincitore del premio Oscar)

### 1946
- Primavera per Tom (Springtime for Thomas) (prima apparizione di Toodles Galore)
- A caccia di latte (The Milky Waif) (prima apparizione di Tuffy)
- Lo sterminatore di topi (Trap Happy)
- Solid Serenade

### 1947
- Vietato pescare (Cat Fishin')
- Amico a ore (Part Time Pal)
- Jerry pianista (The Cat Concerto) (vincitore del premio Oscar)
- Dr. Jerrill e Mr. Mouse (Dr. Jekyll and Mr. Mouse) (nomination al premio Oscar)
- Un giorno al mare (Salt Water Tabby)
- Un topo in casa (A Mouse in the House)
- Un topo invisibile (The Invisible Mouse)

### 1948
- Due amici inseparabili (Kitty Foiled) (prima apparizione di Cuckoo)
- L'armistizio (The Truce Hurts)
- Gatto vecchio, vita nuova (Old Rockin' Chair Tom) (prima apparizione di Vercingetorige)
- Professor Tom
- Il collaboratore domestico (Mouse Cleaning)

### 1949
- Il gatto con le bollicine (Polka Dot Puss)
- Piccolo orfano (The Little Orphan) (vincitore del premio Oscar)
- Cuore di picchio (Hatch Up Your Troubles) (nomination al premio Oscar)
- L'espresso celeste (Heavenly Puss)
- Tom & Jerry al mare (The Cat and The Mermouse)
- Non disturbare il can che dorme (Love that Pup) (prima apparizione di Tyke, figlio di Spike)
- Il diario di Jerry (Jerry's Diary) (cortometraggio flashback che include sequenze estratte da alcuni episodi precedenti)
- Gara di tennis (Tennis Chumps)

### 1950
- S.O.S. paperina (Little Quacker) (prima apparizione di Quacker)
- Il gatto del sabato sera (Saturday Evening Puss)
- Texas Tom
- Jerry e il leone (Jerry and the Lion)
- Il 4 luglio (Safety Second)
- Serata di gala (Tom and Jerry in the Hollywood Bowl)
- Il gatto incastrato (The Framed Cat)
- Topo da biliardo (Cue Ball Cat)

### 1951
- Gatto casanova (Casanova Cat)
- Jerry e il pesce (Jerry and the Goldfish)
- Il cugino di Jerry (Jerry's Cousin) (nomination al premio Oscar)
- Tom dormiglione (Sleepy-Time Tom)
- Il suo topo Venerdì (His Mouse Friday)
- Attenti al cucciolo (Slicked-up Pup)
- Gatto tutto matto (Nit-Witty Kitty)
- Riposare è bello (Cat Napping)

### 1952
- Il gatto volante (The Flying Cat)
- Dottore improvvisato (The Duck Doctor)
- I due moschettieri (The Two Mouseketeers) (vincitore del premio Oscar)
- Gatto colpito al cuore (Smitten Kitten) (secondo cortometraggio flashback)
- Tre piccole pesti (Triplet Trouble)
- La foca evasa (Little Runaway)
- Cane legato non morde (Fit to Be Tied)
- Il gatto meccanico (Push-Button Kitty)
- Crociera per le Haway (Cruise Cat)
- La casa del sogno (The Dog House)

### 1953
- Il topo esplosivo (The Missing Mouse)
- Jerry e il jumbo (Jerry and Jumbo)
- Caccia a tempo di valzer (Johann Mouse) (ultimo cortometraggio vincitore del premio Oscar)
- Lezione di cagneria (That's My Pup!)
- Scuola di nuoto (Just Ducky)
- Due piccoli indiani (Two Little Indians)
- Vita con Tom (Life With Tom) (terzo cortometraggio flashback)

### 1954
- Figli di nessuno  (Puppy Tale)
- Per qualche panino in più (Posse Cat)
- Il singhiozzo del cucciolo (Hic-cup Pup)
- Scuola per topi (Little School Mouse)
- L'arte di arrangiarsi (Baby Butch)
- Follie di topo (Mice Follies)
- Topo napoletano (Neapolitan Mouse)
- Un anatroccolo a terra (Downhearted Duckling)
- Litigio per gli animali di casa (Pet Peeve) (in CinemaScope)
- Moschettiere dilettante (Touché, Pussy Cat!) (in CinemaScope; ultima nomination al premio Oscar)

### 1955
- Il balzo a sud dell'anatroccolo (Southbound Duckling) (in CinemaScope)
- Un tranquillo pic-nic (Pup on a Picnic) (in CinemaScope)
- Un topo in vendita (Mouse for Sale)
- Una trappola per Jerry (Designs on Jerry)
- Tom e Cherie (Tom and Chérie) (in CinemaScope)
- Il gatto impertinente (Smarty Cat) (quarto ed ultimo cortometraggio flashback)
- Lo zio Pecos (Pecos Pest)
- Questa è la mia mamma (That's My Mommy) (da qui fino al 1958 tutti i cortometraggi sono in CinemaScope)

### 1956
- La strega volante (The Flying Sorceress)
- Cuore di picchio (The Egg and Jerry) (remake in CinemaScope di Hatch Up Your Troubles)
- I babysitter (Busy Buddies)
- Muscoli da spiaggia (Muscle Beach Tom)
- L'orso ballerino (Down Beat Bear)
- Blues per gatto triste (Blue Cat Blues)
- Rissa al barbecue (Barbecue Brawl)

### 1957
- Non disturbare il can che dorme (Tops with Pops) (remake in CinemaScope dell'omonimo cortometraggio del 1949)
- Un gatto pauroso (Timid Tabby)
- Il piccolo orfano (Feedin' the Kiddie) (remake in CinemaScope dell'omonimo cortometraggio del 1949)
- Mucho topo (Mucho Mouse)
- Prova inconfutabile (Tom's Photo Finish)

### 1958
- Un anatroccolo spensierato (Happy Go Ducky)
- Il sonno del gatto reale (Royal Cat Nap)
- L'anatroccolo invisibile (The Vanishing Duck)
- Liberiamo Robin Hood (Robin Hoodwinked)
- Il guarda bimbo (Tot Watchers)

## 1961-1962: Gene Deitch/Rembrandt Films
Il secondo periodo comprende i corti realizzati dal 1961 al 1962, diretti da Eugene Merril "Gene" Deitch (Chicago, 8 agosto 1924 - Praga, 16 aprile 2020), prodotti da William Lawrence Snyder (14 febbraio 1918 - 3 giugno 1998) e animati nello studio Rembrandt Films a Praga.

### 1961
- Il castello misterioso (Switchin' Kitten)
- Battuta di pesca (Down and Outing)
- Tom e Jerry in Grecia (It's Greek to Me-ow!)

### 1962
- Bistecche a cena (High Steaks)
- Un topo nello spazio (Mouse into Space)
- Via airmails (Landing Stripling)
- Calypso Cat
- Una balena parente di Moby Dick (Dicky Moe)
- Completo per cartoni (The Tom and Jerry Cartoon Kit)
- Nella trappola (Tall in the Trap)
- Triste safari (Sorry Safari)
- Amici per la pelle (Buddies Thicker than Water)
- Tom e Jerry all'opera (Carmen Get It!)

## 1963-1967: Chuck Jones/Sib Tower 12
Il terzo periodo comprende i corti realizzati dal 1963 al 1967, che sono stati prodotti e per la maggioranza diretti da Chuck Jones e animati presso la Sib Tower 12, Inc. (oggi MGM Animation/Visual Arts) dallo stesso staff che Jones utilizzava anche alla Warner Bros. Da notare anche l'apporto degli storici doppiatori Mel Blanc e June Foray, che avevano doppiato gli effetti vocali di Tom e Jerry, rispettivamente.

### 1963
- A caccia sul terrazzo (Pent-House Mouse)

### 1964
- Il gatto sopra e il topo sotto (The Cat Above and the Mouse Below)
- C'è un dottor Jekill in quel topo? (Is There a Doctor in the Mouse?)
- A pesca di topi (Much Ado About Mousing)
- In una notte di tormenta (Snowbody Loves Me)
- Il topo nel canestro (The Unshrinkable Jerry Mouse)

### 1965
- Storie di vita (Ah, Sweet Mouse-Story of Life)
- L'energia a-Tom-ica! (Tom-ic Energy)
- Brutta giornata! (Bad Day at Cat Rock)
- Il travestimento (The Brothers Carry-Mouse-Off)
- Il topo stregato (Haunted Mouse)
- Treno in arrivo (I'm Just Wild About Jerry)
- Jerry e la maga (Of Feline Bondage)
- I due topi (The Year of the Mouse)
- Il piccolo amico (The Cat's Me-Ouch)

### 1966
- Il duello (Duel Personality)
- Jerry sonnambulo (Jerry, Jerry Quite Contrary)
- Jerry e l'elefante (Jerry-Go-Round)
- Amami, Pussycat (Love Me, Love My Mouse)
- Tom e Jerry a bordo (Puss 'n' Boats)
- Filetto di gatto (Filet Meow)
- Tom e Jerry attori (Matinee Mouse) (montato con sequenze estratte da alcuni cortometraggi del periodo Hanna-Barbera)
- Il mostro delle nevi (The A-Tom-inable Snowman)
- Tom e il gatto giallo (Catty-Cornered)

### 1967
- Tom e il doppio-gatto (Cat and Dupli-Cat)
- Lotta nell'astronave (O-Solar-Meow)
- Dal futuro alla preistoria  (Guided Mouse-Ille)
- Rock 'n' Rodent
- Dalla padella alla brace (Cannery Rodent)
- La spia di Jerry (The Mouse from H.U.N.G.E.R.)
- Il surf di Tom (Surf-Bored Cat)
- Piano di cattura (Shutter Bugged Cat) (parziale remake di Designs on Jerry che include sequenze estratte dal cortometraggio omonimo e di alcuni episodi del periodo Hanna-Barbera)
- I robot si ribellano (Advance and Be Mechanized)
- Il sogno di Tom (Purr-Chance to Dream)

## 2005: Warner Bros. Animation
- L'arte del karate (The Karate Guard) (ultimo cortometraggio cinematografico)